# زينب سلبي
زينب سلبي كاتبة وناشطة نسائية عراقية أمريكية. ولدت في عام 1969 في بغداد، العراق. عمل والدها طيار شخصي للرئيس السابق صدام حسين وعانت عائلتها من الإيذاء النفسي. أسست زينب منظمة المرأة من أجل المرأة الدولية، لمساعدة النساء الناجيات من الحرب.[بحاجة لمصدر]
انتقلت إلي الولايات المتحدة الأمريكية في سن ال19 من عمرها. مرت بتجربة الحرب العراقية الإيرانية (حرب الخليج الأولى) مما جعلها تكتسب الخبرة لتوعيه النساء الواقعين بمحن الحرب حول العالم. وقد كتبت وتكلمت بإسهاب عن استخدام الاغتصاب وغيره من أشكال العنف ضد المرأة أثناء الحرب. تم عملها في وسائل الاعلام الرئيسية بما في ذلك سبع مرات عرض أوبرا وينفرى وواشنطن بوست، في عام 1995، كرم الرئيس الاميركى بيل كلينتون في البيت الأبيض سلبى على العمل الانسانى في البوسنة.
تخرجت من جامعة جورج ماسون بدرجة البكالوريوس في توكيل دراسة درجة الماجستير في علم الاجتماع ودراسات المرأة من مدرسة لندن للاقتصاد مع درجة الماجستير في دراسات التنمية.

## السنوات المبكرة
ولدت سلبي في عام 1969 ببغداد، العراق. عمل والدها طيارا خاصا بالرئيس العراقي السابق صدام حسين. تعرض عائلتها للإيذاء النفسي من صدام، جعلها تختار أن تكرس حياتها للنساء حول العالم.
انتقلت سلبي إلى الولايات المتحدة الأمريكية بعمر الـ19. تجربتها مع الحرب الإيرانية-العراقية أكسبتها وعيا للأزمات التي تتعرض لها النساء جراء الحروب حول العالم. كتبت وتحدثت كثيرا عن تأثير الاغتصاب وأشكال مختلفة من العنف على النساء أثناء الحرب. عرضت أعمالها في العديد من وسائل الإعلام المختلفة، منها 7 مرات في برنامج أوبرا وينفري وصحيفة واشنطن بوست. في عام 1995 كرمها الرئيس الأمريكي بيل كلينتون في البيت الأبيض لجهودها الإنسانية في البوسنة.
تخرجت سلبي من جامعة جورج ماسون بدرجة البكالوريوس في دراسة تفريدية في العلوم الإنسانية ودراسات المرأة وحصلت على درجة الماجستير في الدراسات التنموية من كلية لندن للاقتصاد.

## العمل الإنساني
في بدايات عام 1990، العروسين زينب سلبي وزوجها أمجد عطا الله (أمريكي-فلسطيني). تأثرا بشدة إزاء ما حدث مع نساء يوغوسلافيا، حينما اغتصبن واعتقلن قسريا في المخيمات. أراد العروسين التطوع المساعدة؛ لكن لم يتمكنا من التوصل إلى أي منظمة لنقل هذا الظلم والأخطاء الفادحة.
بدلا من شهر العسل، أسس الزوجين سلبي وعطالله منظمة خلقت اتصالات وثيقة بين الداعمين في الولايات المتحدة الأمريكية والناجيات من حرب البوسنة والهرسك. استقبلت دعوتهما بحفاوة شديدة، قالت سيدة ناجية من معسكر الاغتصاب، فقدت زوجها وطفلها في الحرب «كنت أظن أن العالم نسينا».
عادا إلى الولايات المتحدة بمهمة عمل. مع استمرار الدعم من الأفراد المعنيين، أسس الزوجين منظمة «وومن فور وومن انترناشيونال – النساء من أجل النساء الدولية» بميزانية محدودة وفريق عمل صغير من المتطوعين. منذ عام 1993، دعمت «نساء من أجل النساء الدولية» الناجيات من الحروب في البوسنة والهرسج وراوندا وكوسوفو ونيجيريا وكولومبيا وأفغانستان والعراق وجمهورية الكونغو الديموقراطية والسودان. تحت إدارة سلبي للمنظمة، تمكنت من الوصول إلى 400 ألف امرأة في 8 مناطق نزاع، وقدمت دعما بأكثر من 100 مليون دولار على هيئة مساعدة مباشرة أو قروض متناهية الصغر، ودربت الآلاف من النساء على الحقوق والوعي كما ساعدت آلاف أخريات على البدء بمشاريعهن الصغيرة.
في أكتوبر عام 2011، قدمت سلبي محاضرة بعنوان «بناء الروابط، إعادة بناء المجتمعات» في سلسلة من المحاضرات المميزة قدمها معهد جون كروك للسلام والعدالة بجامعة سان دييجو.

## العمل الحالي
تعمل سلبي حاليا على إنشاء منصات الوسائط المتعددة، لإعطاء مساحة الرأي للنساء العرب والمسلمات. في عام 2015، أطلقت سلبي برنامج «نداء» وهو برنامج حواري معني بإلهام النساء في العالم العربي، يبث في 22 دولة عن طريق قناة تي إل سي عربية www.nidaashow.com. وهي تعمل الآن محررا متجولا لصالح «النساء في الإعلام العالمي» بالتعاون مع صحيفة نيويورك تايمز. في مايو عام 2016 أطلقت سلبي مشروع «مشروع زينب سلبي» بالتعاون مع إيه أو إل/هافينغتون بوست.
يهدف «مشروع زينب سلبي» إلى تغطية القضايا العالمية والقصص حول العالم من منظور النساء، عبر تجاربهن مع الشجاعة واستكشاف العاطفة وإخبارهن وإلهامهن وتركيزهن على ما يجمعنا لا ما يفرقنا.

## الجوائز
- جائزة تكريم للمرأة العربية الرائدة في دورتها السابعة والتي أقيمت في دار الأوبرا في القاهرة.[11]

## اقرأ أيضا
- قائمة أقوى 100 امرأة عربية لعام 2016